# Aframomum letestuanum
Aframomum letestuanum är en enhjärtbladig växtart som beskrevs av François Gagnepain. Aframomum letestuanum ingår i släktet Aframomum och familjen Zingiberaceae. Inga underarter finns listade i Catalogue of Life.